# کربی و آینه شگفت‌انگیز
کربی و آینه شگفت‌انگیز (به انگلیسی: Kirby & The Amazing Mirror) یک بازی ویدئویی توسعه‌یافته توسط هال لابراتوری، فلگ‌شیپ و دیمپس که توسط نینتندو در سال ۲۰۰۴ به‌طور انحصاری برای کنسول گیم بوی ادونس منتشر شده است.

## بازتاب‌ها
در ایالات متحده، کربی و آینه شگفت‌انگیز توانست ۶۲۰۰۰۰ نسخه را به فروش برساند و ۱۹ میلیون دلار درآمد به ارمغان بیاورد. در بازه زمانی ژانویه ۲۰۰۰ تا آوت ۲۰۰۶، این بازی توانست جایگاه چهل و سومین بازی از نظر فروش روی کنسول‌های گیم بوی ادونس، نینتندو دی‌اس و پلی‌استیشن همراه در ایالات متحده را کسب کند.

این عنوان توانست نقدهای مطلوبی را به‌دست بیاورد.
| گردآورنده | امتیاز |
| --------- | ------ |
| متاکریتیک | 80/100 |

| ناشر           | امتیاز  |
| -------------- | ------- |
| وان‌آپ.کام      | B+      |
| فامیتسو        | 36/40   |
| گیم اینفورمر   | 7.75/10 |
| گیم‌اسپات       | 8.2/10  |
| گیم‌اسپای       | [ ۶ ]   |
| آی‌جی‌ان         | 8/10    |
| نینتندو لایف   | [ ۸ ]   |
| نینتندو پاور   | 4/5     |
| VideoGamer.com | 7/10    |
| ایکس پلی       | [ ۱۱ ]  |
| The Times      | [ ۱۲ ]  |